# Lim Ji-young
Lim Ji-young (en coréen, 임지영), née le 12 février 1995 à Séoul, est une violoniste sud-coréenne, premier prix du Concours musical international Reine Élisabeth de Belgique en 2015.